# بئر زلوش
بئر زلوش قرية تقع بمعتمدية الشراردة بولاية القيروان من الوسط التونسي.